# Porto Canale Leonardesco
Il Porto Canale Leonardesco di Cesenatico è uno dei monumenti più importanti della città.

## Storia
Il porto-canale di Cesenatico viene scavato nei primissimi anni del XIV secolo dal Comune medievale di Cesena, che lo dota anche di una piccola fortezza per la sua difesa. 

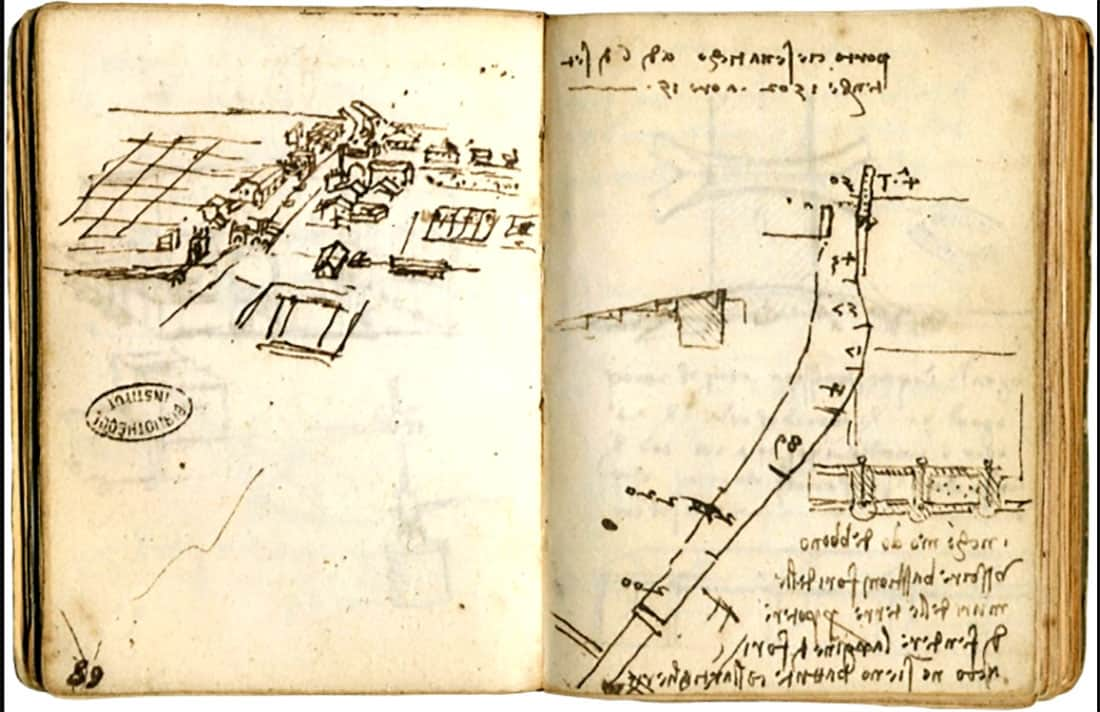
Manoscritto L di Leonardo da Vinci.

Il 6 settembre 1502 è oggetto di un sopralluogo da parte di Leonardo da Vinci, incaricato da Cesare Borgia di verificare le infrastrutture civili e militari del nuovo ducato della Romagna: in tale visita Leonardo realizzò due disegni del porto-canale - una veduta a volo d'uccello e una pianta quotata e orientata - entrambi presenti nel "Codice L", uno dei suoi taccuini di appunti, conservato a Parigi alla biblioteca dell'Institut de France. Tuttavia, non vi sono documenti che autorizzino a ritenere il Porto Canale di Cesenatico quale esito di una progettazione leonardesca: il porto esisteva già da due secoli, né fu modificato sulla base di suoi suggerimenti. Peraltro, il "passaggio" di Leonardo ha avuto una forte valenza identitaria per la comunità locale, tanto da far definire il Porto Canale "Leonardesco".
Da sempre è l'asse portante del centro storico cittadino e bagna le vie Carlo Armellini, Giordano Bruno, il Corso Giuseppe Garibaldi e via Marino Moretti.
Lungo il canale sono presenti alcuni importanti luoghi cittadini:
- la Casa museo "Marino Moretti"
- piazza Pisacane
- la pescheria del 1911
- piazza Ciceruacchio

Vi si trova inoltre il Museo della Marineria, ospitato in parte all'aperto sulle acque stesse del porto-canale. Vi si svolgono inoltre manifestazioni come la Cuccagna dell'Adriatico e il Presepe della Marineria.